# Open Nederlandse kampioenschappen kortebaanzwemmen 2007
De Open Nederlandse Kampioenschappen Zwemmen 2007 (kortebaan) werden gehouden van 21 t/m 23 december 2007 in het Sloterparkbad in Amsterdam

## Resultaten

### Mannen
| Onderdeel            | Goud                                                                                | Goud        | Zilver                                                        | Zilver   | Brons                                                                       | Brons    |
| -------------------- | ----------------------------------------------------------------------------------- | ----------- | ------------------------------------------------------------- | -------- | --------------------------------------------------------------------------- | -------- |
| Vrije slag           |                                                                                     |             |                                                               |          |                                                                             |          |
| 50 m                 | Pieter van den Hoogenband Eiffel Swimmers PSV                                       | 21.71 CR    | Robert Lijesen Eiffel Swimmers PSV                            | 22.29    | Bastiaan Tamminga Eiffel Swimmers PSV                                       | 22.42    |
| 100 m                | Pieter van den Hoogenband Eiffel Swimmers PSV                                       | 47.30 CR    | Robin van Aggele SG Zwemlust/Utrecht                          | 48.64    | Robert Lijesen Eiffel Swimmers PSV                                          | 48.87    |
| 200 m                | Pieter van den Hoogenband Eiffel Swimmers PSV                                       | 1:42.79 CR  | Joost Reijns DWK                                              | 1:47.42  | Stefan Oosting Eiffel Swimmers PSV                                          | 1:47.71  |
| 400 m                | Tom Vangeneugden BEL                                                                | 3:48.02 CR  | Stefan Oosting Eiffel Swimmers PSV                            | 3:52.75  | Maarten van der Weijden Eiffel Swimmers PSV                                 | 3:53.21  |
| 1500 m               | Tom Vangeneugden BEL                                                                | 14:51.07 CR | Maarten van der Weijden Eiffel Swimmers PSV                   | 15:20.56 | Arjen van der Meulen DZ&PC                                                  | 15:21.46 |
| Rugslag              |                                                                                     |             |                                                               |          |                                                                             |          |
| 50 m                 | Bastiaan Tamminga Eiffel Swimmers PSV                                               | 25.46       | John Keetman DWK                                              | 25.92    | Merijn Ellenkamp WWV                                                        | 26.12    |
| 100 m                | John Keetman DWK                                                                    | 54.92       | Sander Karssen DWK                                            | 56.10    | Jan Kersten De Columbiaan                                                   | 56.57    |
| 200 m                | John Keetman DWK                                                                    | 2:00.11     | Henk van Niejenhuis De Dolfijn                                | 2:02.42  | Sebastiaan Verschuren Aquarijn                                              | 2:04.31  |
| Schoolslag           |                                                                                     |             |                                                               |          |                                                                             |          |
| 50 m                 | Thijs van Valkengoed WVZ                                                            | 28.29       | Rudy Ted de Haan Aquaflippers                                 | 28.58    | Mans Broekgaarden DWK                                                       | 28.97    |
| 100 m                | Thijs van Valkengoed WVZ                                                            | 1:00.45     | Mans Broekgaarden DWK                                         | 1:02.84  | Rutger Sloof DWK                                                            | 1:03.51  |
| 200 m                | Thijs van Valkengoed WVZ                                                            | 2:11.54     | Devi Wolthuizen TriVia                                        | 2:16.07  | Rutger Sloof DWK                                                            | 2:16.82  |
| Vlinderslag          |                                                                                     |             |                                                               |          |                                                                             |          |
| 50 m                 | Bastiaan Tamminga Eiffel Swimmers PSV                                               | 23.46 NR    | Pieter van den Hoogenband Eiffel Swimmers PSV                 | 23.86    | Joeri Verlinden Eiffel Swimmers PSV                                         | 23.97    |
| 100 m                | Joeri Verlinden Eiffel Swimmers PSV                                                 | 52.46 CR    | Bastiaan Tamminga Eiffel Swimmers PSV                         | 52.49    | Ewoud Tamminga AZ&PC                                                        | 54.88    |
| 200 m                | Joeri Verlinden Eiffel Swimmers PSV                                                 | 1:56.60 CR  | Raymond van de Merwe WVZ                                      | 2:02.89  | Rory Bob de Haan Aquaflippers                                               | 2:06.27  |
| Wisselslag           |                                                                                     |             |                                                               |          |                                                                             |          |
| 200 m                | Robin van Aggele SG Zwemlust/Utrecht                                                | 2:00.85     | Sander Karssen DWK                                            | 2:01.52  | Joost Reijns DWK                                                            | 2:01.81  |
| 400 m                | Robin van Aggele SG Zwemlust/Utrecht                                                | 4:19.63     | Sander Karssen DWK                                            | 4:20.34  | Arjen van der Meulen DZ&PC                                                  | 4:31.71  |
| Vrije slag estafette |                                                                                     |             |                                                               |          |                                                                             |          |
| 4x100 m              | Eiffel Swimmers PSV Robert Lijesen Joeri Verlinden Bastiaan Tamminga Stefan Oosting | 3:18.49     | DWK Joran Barends Robert Yallop Sander Karssen Joost Reijns   | 3:21.72  | Aquaflippers Casper Hut Rory Bob de Haan Sebastiaan Bakker Rudy Ted de Haan | 3:23.94  |
| 4x200 m              | Eiffel Swimmers PSV Robert Lijesen Joeri Verlinden Patrick Janssen Stefan Oosting   | 7:23.93     | DWK Joran Barends John Keetman Sander Karssen Joost Reijns    | 7:24.94  | WVZ Wouter Smeets Marcel Thijsse Raymond van de Merwe Martijn Smeets        | 7:34.57  |
| Wisselslag estafette |                                                                                     |             |                                                               |          |                                                                             |          |
| 4x100 m              | Eiffel Swimmers PSV Bastiaan Tamminga Robert Lijesen Joeri Verlinden Stefan Oosting | 3:39.59     | DWK John Keetman Mans Broekgaarden Joran Barends Joost Reijns | 3:41.90  | WVZ Wouter Smeets Thijs van Valkengoed Raymond van de Merwe Martijn Smeets  | 3:44.35  |

### Vrouwen
| Onderdeel            | Goud                                                                                        | Goud        | Zilver                                                                | Zilver  | Brons                                                                                 | Brons   |
| -------------------- | ------------------------------------------------------------------------------------------- | ----------- | --------------------------------------------------------------------- | ------- | ------------------------------------------------------------------------------------- | ------- |
| Vrije slag           |                                                                                             |             |                                                                       |         |                                                                                       |         |
| 50 m                 | Marleen Veldhuis Eiffel Swimmers PSV                                                        | 24.01 CR    | Saskia de Jonge 't Tolhekke                                           | 25.22   | Manon van Vulpen Eiffel Swimmers PSV                                                  | 25.63   |
| 100 m                | Marleen Veldhuis Eiffel Swimmers PSV                                                        | 52.08 ER    | Inge Dekker Eiffel Swimmers PSV                                       | 52.99   | Saskia de Jonge 't Tolhekke                                                           | 54.61   |
| 200 m                | Inge Dekker Eiffel Swimmers PSV                                                             | 1:54.89 NR  | Manon van Rooijen De Dolfijn                                          | 2:00.33 | Wendy van der Zanden Eiffel Swimmers PSV                                              | 2:00.53 |
| 400 m                | Linda Bank De Dolfijn                                                                       | 4:13.90     | Rieneke Terink AZ&PC                                                  | 4:16.27 | Ranomi Kromowidjojo TriVia                                                            | 4:16.44 |
| 800 m                | Maaike Waaijer Eiffel Swimmers PSV                                                          | 8:48.92     | Linsy Heister Eiffel Swimmers PSV                                     | 8:54.42 | Marion van den Berg DWK                                                               | 8:59.21 |
| Rugslag              |                                                                                             |             |                                                                       |         |                                                                                       |         |
| 50 m                 | Ranomi Kromowidjojo TriVia                                                                  | 28.13       | Willemijn Knot TriVia                                                 | 28.44   | Evy Witlox DWK                                                                        | 29.10   |
| 100 m                | Evy Witlox DWK                                                                              | 1:01.84     | Willemijn Knot TriVia                                                 | 1:02.05 | Anja van der Hout ZC Ooievaar                                                         | 1:03.19 |
| 200 m                | Wendy van der Zanden Eiffel Swimmers PSV                                                    | 2:12.15     | Evy Witlox DWK                                                        | 2:14.09 | Mariët Koster DZ&PC                                                                   | 2:14.77 |
| Schoolslag           |                                                                                             |             |                                                                       |         |                                                                                       |         |
| 50 m                 | Jolijn van Valkengoed WVZ                                                                   | 31.38 CR    | Tessa Brouwer De Dolfijn                                              | 32.06   | Margriet Zwanenburg DZ&PC                                                             | 32.09   |
| 100 m                | Jolijn van Valkengoed WVZ                                                                   | 1:08.59     | Margriet Zwanenburg DZ&PC                                             | 1:09.04 | Tessa Brouwer De Dolfijn                                                              | 1:10.67 |
| 200 m                | Margriet Zwanenburg DZ&PC                                                                   | 2:31.92     | Lia Dekker DZ&PC                                                      | 2:33.63 | Tessa Brouwer De Dolfijn                                                              | 2:33.79 |
| Vlinderslag          |                                                                                             |             |                                                                       |         |                                                                                       |         |
| 50 m                 | Marleen Veldhuis Eiffel Swimmers PSV                                                        | 26.04 CR    | Inge Dekker Eiffel Swimmers PSV                                       | 26.08   | Jessica Spruit Eiffel Swimmers PSV                                                    | 27.87   |
| 100 m                | Jolijn van Valkengoed WVZ                                                                   | 1:00.82     | Hedwig Kikkert TriVia                                                 | 1:01.11 | Lenneke van Schaik De Dolfijn                                                         | 1:01.74 |
| 200 m                | Inge Dekker Eiffel Swimmers PSV                                                             | 2:10.13 CR  | Lenneke van Schaik De Dolfijn                                         | 2:16.78 | Hedwig Kikkert TriVia                                                                 | 2:16.83 |
| Wisselslag           |                                                                                             |             |                                                                       |         |                                                                                       |         |
| 200 m                | Femke Heemskerk De Dolfijn                                                                  | 2:10.68 NR  | Sandra Temmerman Merwede Nautilus                                     | 2:20.33 | Lieke Verouden Eiffel Swimmers PSV                                                    | 2:20.91 |
| 400 m                | Rieneke Terink AZ&PC                                                                        | 4:52.12     | Marloes Oldenburg ZV Orca                                             | 5:00.54 | Lia Dekker DZ&PC                                                                      | 5:00.65 |
| Vrije slag estafette |                                                                                             |             |                                                                       |         |                                                                                       |         |
| 4x100 m              | Eiffel Swimmers PSV Inge Dekker Manon van Vulpen Wendy van der Zanden Marleen Veldhuis      | 3:36.97 NRv | De Dolfijn Manon van Rooijen Linda Bank Chantal Groot Femke Heemskerk | 3:40.05 | TriVia Hedwig Kikkert Willemijn Knot Clarissa van Rheenen Ranomi Kromowidjojo         | 3:46.44 |
| 4x200 m              | Eiffel Swimmers PSV Maaike Waaijer Roxanne Linders Jessica Spruit Wendy van der Zanden      | 8:15.37     | De Dolfijn Britt Verdijck Linda Bank Lenneke van Schaik Lona Kroese   | 8:23.96 | SG Zwemlust/Utrecht Marjolein Post Ellen de Goeij Saskia van der Wielen Elise Bouwens | 8:25.83 |
| Wisselslag estafette |                                                                                             |             |                                                                       |         |                                                                                       |         |
| 4x100 m              | Eiffel Swimmers PSV Wendy van der Zanden Suzan van de Boogaard Inge Dekker Marleen Veldhuis | 4:03.97 NRv | De Dolfijn Britt Verdijck Tessa Brouwer Lenneke van Schaik Linda Bank | 4:14.78 | DZ&PC Mariët Koster Margriet Zwanenburg Lia Dekker Monique van Vliet                  | 4:16.78 |

## Legenda
- ER = Europees Record
- NR = Nederlands Record
- NRv = Nederlands Record Verenigingen
- CR = Kampioenschaps Record